# Aristolochia huberiana
Aristolochia huberiana là một loài thực vật có hoa trong họ Aristolochiaceae. Loài này được S.Moore mô tả khoa học đầu tiên năm 1915.